# Lê Văn Hoạch
Lê Văn Hoạch (1898 - 1978) foi um político vietnamita que serviu como da Cochinchina de 1946 a 1947.
Hoạch assumiu o cargo de primeiro-ministro em 26 de novembro de 1946, após a morte de Nguyen Van Thinh. Ele foi sucedido por Nguyễn Văn Xuân.